# Рэнкин, Ричард
Ри́чард Рэ́нкин (англ. Richard Rankin, род. 4 января 1983, Глазго) — шотландский актёр.

## Ранняя жизнь и образование
Рэнкин родился под именем Ричард Ха́ррис (англ. Richard Harris) в Глазго в 1983 году и вырос в Рутерглене, Саут-Ланаркшир. Начав актёрскую карьеру он взял девичью фамилию своей матери — Рэнкин — чтобы избежать путаницы с ирландским актёром Ричардом Харрисом. Он учился в колледже Лэнгсайд со своим братом и актёром Колином Харрисом.

## Карьера
Рэнкин впервые был замечен с комедиантом Робертом Флоренсом, с которым вместе играл в VideoGaiden и Burnistoun. После коротких появлений в шотландских телевизионных шоу, таких как «Таггерт» и Legit, он получил роль капитана Томаса Гиллана в шестисерийном мини-сериале BBC «Багряное поле» с Кевином Дойлом и Уной Чаплин. Мини-сериал транслировался на телеканале BBC One в апреле 2014 года. Кроме того Рэнкин снялся в малобюджетном ужастике «Его дом», который был показан на Кинофестивале в Глазго в феврале 2014 года. Бюджет фильма составил приметно 900£, однако в нём снялись много из бывших коллег Рэнкина по Burnistoun, в том числе Роберт Флоренс, Кирсти Стрейн и Луис Стюарт.
В январе 2015 года Рэнкин получил роль в криминальной драме телеканала BBC One «Безмолвный свидетель»; он сыграл детектива-инспектора Люка Нельсона в серии «Fallen Angels» в двух частях. В декабре того же года было объявлено о том, что ему досталась роль Роджера Уэйкфилда в телесериале Starz «Чужестранка».

## Фильмография
| Год          |     | Русское название      | Оригинальное название | Роль                            |
| ------------ | --- | --------------------- | --------------------- | ------------------------------- |
| 2006—2016    | с   |                       | VideoGaiden           | разные                          |
| 2007         | с   |                       | Legit                 | Нельсон                         |
| 2009         | с   |                       | The Old Guys          | жених                           |
| 2009—2012    | с   |                       | Burnistoun            | разные                          |
| 2010         | с   | Таггерт               | Taggart               | Гед Макшейн                     |
| 2011         | кор |                       | Dead Ringer           | Ричи                            |
| 2014         | ф   | Его дом               | The House of Him      | Он                              |
| 2014         | мтф | Багряное поле         | The Crimson Field     | капитан Томас Гиллан            |
| 2015         | с   | Безмолвный свидетель  | Silent Witness        | детектив-инспектор Люк Нельсон  |
| 2015         | с   | Американская одиссея  | American Odyssey      | Ханей                           |
| 2015         | с   | Синдикат              | The Syndicate         | Шон Макгэри                     |
| 2015         | ф   | Шеф Адам Джонс        | Burnt                 | официант Рис                    |
| 2015         | с   | Из темноты            | From Darkness         | Норри Дункан                    |
| 2016         | мтф | Тринадцать            | Thirteen              | детектив-инспектор Эллиот Крейн |
| 2016 — н. в. | с   | Чужестранка           | Outlander             | Роджер Уэйкфилд (Маккензи)      |
| 2017         | мтф | Подмена               | The Replacement       | Иэн Руни                        |
| 2017         | с   | Последнее королевство | The Last Kingdom      | отец Хротверд                   |
| 2018         | с   | Убийства в Мидсомере  | Midsomer Murders      | Дэнни Уикхэм                    |
| 2019         | с   | Верь мне              | Trust Me              | доктор Алекс Кирнан             |
| 2024         | с   | Ребус                 | Rebus                 | Джон Ребус                      |